# Gammelå
Gammelå är ett vattendrag i Danmark. Det ligger i den sydvästra delen av landet. Gammelå mynnar nära gränsen till Tyskland i Sønderå.